# 今尾登

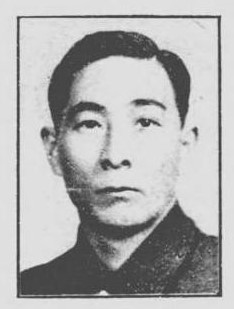
今尾登

今尾 登（いまお のぼる、1899年（明治32年）8月7日 - 1970年（昭和45年）12月18日）は、昭和期のジャーナリスト、教育者、政治家。衆議院議員、法学博士。旧姓・小林。

## 経歴
兵庫県加東郡河合村（現小野市）で、小林兵太郎の6男として生まれ、京都府の画家・今尾政之助の養子となる。1924年（大正13年）同志社大学法学部政治学科を卒業した。
大阪毎日新聞社に入社。その後、渡米しコロンビア大学で学んだ。帰国後、大阪毎日新聞本社、京城支局、大連支局、京都支局で勤務。東京日日新聞社に転じ、政治部副部長、事業課長、講演課長、横浜支局長、編輯局参事などを歴任。従軍記者として済南事件、満州事変、日中戦争（支那事変）を取材し戦傷も受けた。大日本相撲協会（現日本相撲協会）顧問も務めた。
1942年（昭和17年）4月、第21回衆議院議員総選挙に京都府第1区から翼賛政治体制協議会推薦で出馬して当選。戦後、日本進歩党に所属して、衆議院議員に1期在任。この間、商工省委員、翼賛政治会政調幹事、外務委員、事務局参与などを務めた。その後、公職追放となった
その後、京都女子大学教授、京都外国語大学教授を務めた。

## 国政選挙歴
- 第21回衆議院議員総選挙（京都府第1区、1942年4月、推薦）当選[5]
- 第25回衆議院議員総選挙（京都府第1区、1952年10月、自由党）落選[7]
- 第26回衆議院議員総選挙（京都府第1区、1953年4月、鳩山自由党）落選[7]

## 著作
- 『スエズ運河の研究 外交史的・政治的・経済的地位』有斐閣、1957年。
- 『新聞学総論』啓文社、1960年。

## 親族
- 妻 今尾津屋子（養父の娘）[1]